# João Rodrigues Vieira
João Rodrigues Vieira (Vidago, 4 de outubro de 1934 — Lisboa, 5 de setembro de 2009) foi um artista plástico e pintor português.

## Biografia

Uma rosa é, 1968, acrílico sobre tela, 200 x 161 cm

Filho de um casal de professores primários, João Vieira nasce em Vidago, Trás-os-Montes, no ano de 1934. Em 1951 ingressa na Escola Superior de Belas Artes de Lisboa. Frequenta os dois primeiros anos do curso de pintura, que abandona, desiludido com o ensino aí praticado. Depois de um período de permanência na sua região natal, regressa a Lisboa "para desenvolver uma intensa e original atividade criativa".
Começa a expor em 1956, ano em que se liga ao Grupo do Café Gelo, quando partilhava um atelier por cima deste café localizado no Rossio. Um ano depois parte para Paris, onde frequenta a Academia la Grande Chaumière; nessa cidade irá associar-se a José Escada, René Bertholo, Gonçalo Duarte, Lourdes Castro, Christo e Jan Voss na fundação da revista e do grupo KWY.
Em 1959 realiza a sua primeira exposição individual (Galeria do Diário de Notícias) e nesse mesmo ano recebe uma bolsa da Fundação Calouste Gulbenkian que o levará de regresso a Paris para trabalhar com Arpad Szenes. Mantém a colaboração com o grupo KWY participando na revista e nas exposições de Lisboa (1960), Saarbrücken (1060), Paris (1961) e Bolonha (1962). Em 1964 leciona no Maidstone College of Art, Londres, contactando com o meio artístico britânico, regressando a Lisboa no início de 1967.
João Vieira representou Portugal na 39.ª Bienal de Veneza, 1980; participou na grande retrospetiva do grupo KWY, Centro Cultural de Belém, 2001; e em 2009 foi galardoado postumamente com o Grande Prémio Amadeo de Souza-Cardoso. Era pai do cantor Manuel João Vieira.
A 9 de junho de 2003, foi agraciado com o grau de Grande-Oficial da Ordem do Infante D. Henrique.

## Obra
"A obra de João Vieira desenvolveu-se ao longo de mais de cinco décadas fundamentalmente sob o signo do experimentalismo interdisciplinar em torno de duas temáticas: o corpo e a letra. Do corpo, especialmente ligado aos primeiros trabalhos e aos actos performativos então realizados em Portugal como pioneira manifestação, João Vieira chega à letra, registando a partir da forma do corpo as possibilidades gráficas da sua transformação em letra".
Baseada num poema de Gertrud Stein, a pintura Uma Rosa É, 1968, anuncia a transição da sua obra para as Letras-Objetos e para as performances. "Numa tela de fundo branco, que se assemelha a uma gigantesca folha de papel, grandes letras vermelhas, pretas, verdes e azuis dispõem-se autonomamente [...]. Anulando qualquer caligrafia [...], é o gesto criador de formas individuais que prevalece".
"Este interesse pelos signos do alfabeto, tomados como elementos-base da sua criação, revela algumas influências, que passam da poesia experimental ao graffiti, ao cartazismo pop e às atividades dos letristas fanceses dos anos 50" . Na sua obra prevalece, no entanto, uma liberdade que lhe permite ultrapassar todas estas influências e gerir "um percurso muito próprio, que vai além da pintura, expandindo-se pelos campos da escultura, do teatro, da performance e da cenografia".
É a esta última que se dedica predominantemente a partir do regresso a Lisboa em 1967, quando realiza cenários para várias peças, nomeadamente para a RTP (1968-72). Esse interesse irá revelar-se de forma diversa após a sua primeira performance, realizada em 1970 na Galeria Judite Dacruz, e que abre caminho para as diversas exposições e performances que realiza ao longo dos anos de 1970 e 1980, em que "usa diversos materiais (plexiglass, poliuretanos, gesso, etc.) e em que apela ao lado festivo e celebrativo da arte e à participação direta do público".
Entre os seus últimos trabalhos pode destacar-se Alfabeto Latino e Grego, 2000, composto por "dezoito elementos de plexiglas colorido e transparente que, depois de recortado e montado, expõe uma atmosfera quase psicadélica, onde a experiência visual das letras coloridas, na sua alusão ainda alfabética, parece sublinhar o sentido de prazer que desde sempre esteve associado à [sua] obra".

## Exposições / Prémios / Obras

### Algumas Exposições
- I Exposição dos Artistas de Hoje, 1957.
- Exposição individual – Galeria do Diário de Notícias, 1959.
- Alternativa Zero, 1977.
- Bienal de Veneza, 1980.
- Alternativa Zero, Fundação de Serralves, Porto, 1997.
- Circa 1968, Museu de Arte Contemporânea de Serralves, Porto, 1999.
- Grupo KWY, Centro Cultural de Belém, Lisboa, 2001.
- João Vieira - Corpos de Letras – Exposição individual, Museu de Serralves, 2002.

### Prémios
- Prémio do Círculo de Teatro Latino, de Barcelona (cenografia), 1968.
- Prémio Nacional de Teatro, pela encenação da peça Quem Tem Medo de Virgínia Woolf?, 1971.
- Menção Honrosa, Prémio SOQUIL, 1970.
- Grande Prémio Amadeo de Souza-Cardoso, 7ª Edição (Póstumo), 2009.

### Algumas obras
- Painel de azulejos na estação de metro do Terreiro do Paço.
- Painel de azulejos na estação central Deák Ter (Metro de Budapeste).
- Vitrais na Sé de Vila Real (2003).[4][5]